# Medã (Sumatra)

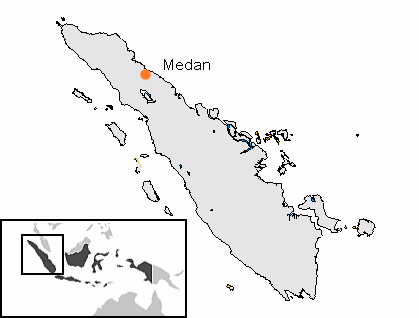
Medã, na Indonésia

Medã (Medan) é a capital e maior cidade da província indonésia de Sumatra Setentrional. Um centro regional e centro financeiro de Sumatra , é considerada uma das quatro principais cidades centrais da Indonésia, ao lado de Jacarta, Surabaia e Macáçar. Medan tem uma população de mais de 2,2 milhões dentro de seus limites da cidade, e mais de 3,4 milhões em sua built-up espaço urbano, tornando-se a quarta maior espaço urbana da Indonésia. A espaço metropolitana de Medan - que inclui a vizinha Binjai, a regência de Déli Serdangue e uma parte da regência de Caro - é a maior área metropolitana fora de Java, com 4,6 milhões de habitantes. Medan é uma metrópole multicultural e uma movimentada cidade comercial limitada pelo Estreito de Malaca. Uma porta de entrada para a parte ocidental da Indonésia, Medan é apoiada pelo porto de Belauã e pelo Aeroporto Internacional Kuala Namu, ambos conectados ao centro da cidade via rodovia com pedágio e ferrovia.